# Орехово (локомотивное депо)
Локомотивное депо Орехово — предприятие железнодорожного транспорта в Московской области, принадлежит к Московской железной дороге. Депо занимается ремонтом и эксплуатацией тягового подвижного состава.

## Маршруты
Вместе с депо Бекасово обслуживают почти весь Московский узел.
Маршруты обслуживания:
- Орехово-Зуево — Александров — Ярославль — Данилов
- Орехово-Зуево — Владимир
- Орехово-Зуево — Куровская — Воскресенск — Михнево — Детково — Столбовая — Бекасово
- Орехово-Зуево — Фрязево — Кусково — Перово
- Орехово-Зуево — Фрязево — Мытищи — Лосиноостровская
- Перово — Люберцы — Куровская — Вековка
- Перово — Люберцы — Воскресенск — Рыбное
- Люблино — Михнево — Ожерелье
- Люблино — Столбовая
- Люблино — Детково
- Александров — Мытищи — Лосиноостровская
- Лосиноостровская - Софрино
- Александров — Поварово 3 — Бекасово

## Подвижной состав
Тепловозы ЧМЭ3, ЧМЭ3Э, ТЭМ7А; электровозы ВЛ11, ВЛ11М, ВЛ10К; ВЛ10, ВЛ10У — переданы из депо Бекасово и депо Орёл. Электровоз 2ЭС6.

## Управление
Начальник депо — Ремизов Андрей Валерьевич
Председатель профкома — Глушков Павел Николаевич